# ユインタ郡 (ユタ州)
ユインタ郡（英: Uintah County、[juːˈɪntə]）は、アメリカ合衆国ユタ州の北東部に位置する郡である。2010年国勢調査での人口は32,588人であり、2000年の25,224人から29％増加した。郡庁所在地はバーナル市（人口9,089人）であり、同郡で人口最大の町でもある。1880年に設立され、郡名はユインタ郡となった盆地に住んでいたユト族インディアンに因んで名付けられた。
バーナル・ユインタ郡空港がバーナル市の直ぐ外にあり、コロラド州デンバーに毎日定期便が運航されているが、ユタ州の州都であるソルトレイクシティ市への定期便は無い。ユタ州では天然ガスの生産量が最大の郡であり、2008年では2,720億立方フィート (77億 m3) を生産した。郡の全体がバーナル小都市圏を構成している。

## 歴史
考古学的所見ではユインタ盆地の一部に古代人やフレモント人が住んでいたことを示唆している。記録が残されている時代になると、ユト族インディアンが住んでいた。非インディアンで最初の訪問者は、1776年のドミンゲス神父とエスカランテ神父である。彼等はカリフォルニアとスペイン領アメリカの間の陸路を確立しようとしていた。
19世紀の初期までには、時折毛皮を求める罠猟師がこの盆地に入るようになった。1831年から1832年に入ったフランス人アントワヌ・ロビドーはメキシコ政府からの免許を得ており、現在のホワイトロックスの近くに交易基地を設立したが、1844年にはそこを放棄した。
1847年、まだメキシコ領だったグレートソルトレイク・バレーに、ブリガム・ヤングとその追随者が初めて入植した。1861年、ヤングがユインタ盆地に探検隊を派遣し、その報告では「ワサッチ山脈と準州東部境界の間、かつグリーン川南岸の土地は、不毛でほとんど価値のない地域の広大な繋がりである」とされていた。ヤングはこの地域をそれ以上開拓しようとはしなかった。
1861年、アメリカ合衆国大統領エイブラハム・リンカーンはユインタ・ユアレイ・インディアン居留地を創設し、ユタとコロラドのインディアンの居留地として保存した。1880年代、アンコンパーガー居留地が現在のユインタ郡南部に創設された。アシュレー・バレーはこれら居留地のどちらにも属しておらず、1880年代までにそこそこの牧場主や農園主がこの地域に入ったので、1880年にユタ準州議会はユインタ郡を創設した。その領域の大半はそれまでワサッチ郡の一部だった。当時の郡庁所在地はアシュレーであり、現在のバーナル市から3マイル (5 km) ほど離れており、現在は放棄されている。
1888年、ユインタ郡中央にあるボナンザでギルソナイト（インク材料）が発見された。これは居留地内にあったが、鉱山師がアメリカ合衆国政府に働きかけて、鉱業のために7,000エーカー (28 km²) ほどを除外させた。鉱業とその関連活動（無法行為も含む）がこの地域で急速に発展した。
ユインタ郡の北側境界は当初、ユタ州北部境界と同じだった。1918年、郡内の北部（ユインタ山分水界の北）がダゲット郡として分離された。

## 経済
石油、天然ガス、リンおよびギルソナイトなどの天然資源の採掘がユインタ郡経済活動の主要部分となっている。農業も幾らか行われているが、主に牛や羊を育て、アルファルファを栽培することが重点となっている。
郡西部のかなりの部分がユインタ・ユアレイ・インディアン居留地で占められている。ユト族の本部はフォートドゥーシェインにある。郡内の他の地域の大半はアシュレー国立の森と土地管理局が所有している。私有地はかなり少ない。
郡の東端で恐竜など前史時代の遺跡が多く発見されて全国的な興味を引き、ダイノソー国立保護区までができた。ジェンセンにある観光センターに加えて、ユタ州はバーナルに地域での発見を展示する自然史博物館を設立した。

### 鉱山
- ダイア鉱山 - 北緯40度44分09秒 西経109度34分06秒 / 北緯40.73583度 西経109.56833度、標高 9,852フィート (3,003 m)
- リトルウォーター鉱山 - 北緯40度03分03秒 西経109度49分21秒 / 北緯40.05083度 西経109.82250度、標高 6,913フィート (2107 m)
- ユトランド鉱山 - 北緯40度03分03秒 西経109度44分30秒 / 北緯40.05083度 西経109.74167度、標高4,675フィート (1,425 m)[9]

## 地理
アメリカ合衆国国勢調査局に拠れば、郡域全面積は4,499平方マイル (11,652 km2)であり、このうち陸地は4,477平方マイル (11,596 km2)、水域は22平方マイル (57 km2)で水域率は0.49％である。郡の中心はユインタ盆地があり、東のコロラド州西部から西のワサッチ山脈まで、また北のユインタ山脈から南のローン台地にまで広がっている。この盆地は第三紀後期にあった「ユインタ湖」によって形成されたものである。
郡内の地勢は高山（ユインタ山脈）から肥沃なアシュレー・バレー（郡庁所在地がある）まで、またダイノソー国立保護区を含む岩が多く荒涼とした峡谷、南部（地元では「ブッククリフ」とよぶローン台地）の荒涼としほとんど人の住まない丘陵部まで様々である。

### 隣接する郡
- ダゲット郡 - 北
- モファット郡 (コロラド州)  北東
- リオブランコ郡 (コロラド州) - 東
- ガーフィールド郡 (コロラド州) - 南東
- グランド郡 - 南
- エメリー郡 - 南西
- カーボン郡 - 西
- ドゥーシェイン郡 - 西
- サミット郡 - 北西

### 国立保護地域
- アシュレー国立の森（部分）
- ダイノソー（恐竜）国立保護区（部分）
- ウーレイ国立野生生物保護区
- レッドフリート州立公園
- スタイネイカー州立公園

ダイノソー（恐竜）国立保護区はコロラド州モファット郡とユタ州ユインタ郡に跨っている。そのダイノソー石切場はユタ州ジェンセンの北東にある。

## 人口動態
以下は2000年国勢調査による人口統計データである。
| 基礎データ - 人口: 25,224人 - 世帯数: 6,187 世帯 - 家族数: 6,541 家族 - 人口密度: 2人/km2（6人/mi2） - 住居数: 9,040軒 - 住居密度: 1軒/km2（2軒/mi2） 人種別人口構成 - 白人: 92.65% - アフリカン・アメリカン: 0.11% - ネイティブ・アメリカン: 9.38% - アジア人: 0.22% - 太平洋諸島系: 0.08% - その他の人種: 1.05% - 混血: 1.43% - ヒスパニック・ラテン系: 3.54% 年齢別人口構成 - 18歳未満: 34.6% - 18-24歳: 10.7% - 25-44歳: 25.4% - 45-64歳: 19.3% - 65歳以上: 9.9% - 年齢の中央値: 29歳 - 性比（女性100人あたり男性の人口） - 総人口: 99.3 - 18歳以上: 95.9 | 世帯と家族（対世帯数） - 18歳未満の子供がいる: 44.5% - 結婚・同居している夫婦: 65.7% - 未婚・離婚・死別女性が世帯主: 10.6% - 非家族世帯: 20.1% - 単身世帯: 17.2% - 65歳以上の老人1人暮らし: 7.3% - 平均構成人数 - 世帯: 3.05人 - 家族: 3.45人 収入と家計 - 収入の中央値 - 世帯: 34,518米ドル - 家族: 38,877米ドル - 性別 - 男性: 33,966米ドル - 女性: 21,199米ドル - 人口1人あたり収入: 13,571米ドル - 貧困線以下 - 対人口: 15% - 対家族数: 12% - 18歳未満: 18% - 65歳以上: 10% |

## 都市と町

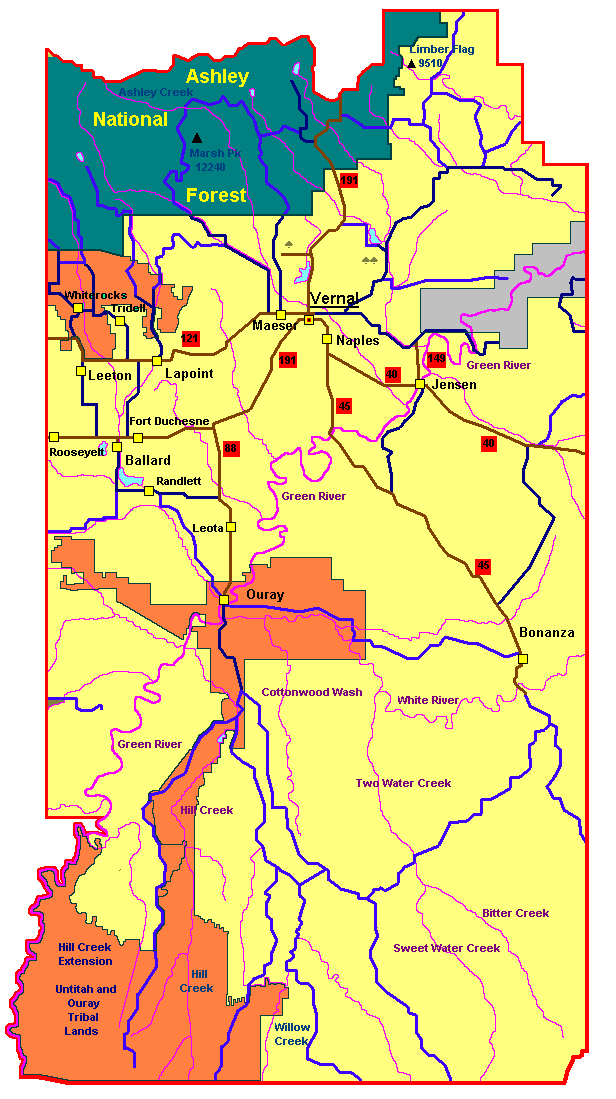
郡の地図

- バーナル - 郡庁所在地
- バラード
- ボナンザ
- フォートドゥーシェイン
- ジェンセン
- ラポイント
- メイザー
- ネイプルズ
- ランドレット
- トライデル
- ホワイトロックス